# Fredrik Norberg
Fredrik Norberg (16 gennaio 1983) è un calciatore svedese, di ruolo attaccante.

## Carriera

### Club
Norberg iniziò la carriera con la maglia del GIF Sundsvall e debuttò nella Allsvenskan il 28 aprile 2002, subentrando a Fredric Lundqvist nel pareggio per 1-1 contro lo Örebro.
Nel 2006 firmò per il Bodens e, l'anno seguente, per i norvegesi dello Stavanger. Nel 2010, fu acquistato dal Randaberg, con cui conquistò l'immediata promozione nell'Adeccoligaen. Nel campionato 2011, però, la formazione retrocesse: Norberg lasciò la squadra e tornò in Svezia.